# Тубалари
Тубалари (рус. Тубалары, енгл. Tubalar) су туркијски народ насељен на северу руске Републике Алтај. Говоре тубаларским дијалектом, који припада северној групи дијалеката алтајског језика.

## Територија
Тубалари живе источно од реке Катун, на обалама Телецког језера и реке Бија. Припадају Северним Алтајцима, али живе на граници са Јужним Алтајцима. Последица је видљиви утицај Јужних Алтајаца на језик, културу и начин живота Тубалара. 

## Популација
Према резултатима пописа становништва Руске Федерације, Тубалара је 2010. било 1.965. На пописима становништва из совјетског периода Тубалари нису признавани као посебан народ, већ су третирани као подгрупа Алтајаца. Тек од 2002. године Тубалари су у Руској Федерацији признати као посебан народ и те године на попису становништва регистровано их је 1.565.